# Mamasapano
Mamasapano (Bayan ng Mamasapano) är en kommun i Filippinerna. Kommunen ligger på ön Mindanao, och tillhör provinsen Maguindanao. Folkmängden uppgår till 20 059 invånare.

## Barangayer
Mamasapano är indelat i 18 barangayer.
| - Bagumbong - Dabenayan - Daladap - Dasikil - Duguengen - Liab - Libutan - Linantangan - Lusay | - Mamasapano - Manongkaling - Pagatin - Pidsandawan - Pimbalakan - Pusao - Sapakan - Tuka - Tukanalipao |